# 日光口停車區
日光口停车区（平假名：にっこうぐちパーキングエリア）是位於栃木縣日光市的日光宇都宮道路之停车区。由鈴運Mentec、栃木縣道路公社管理。

## 連接道路
- 日光宇都宮道路

## 停车区設施
- 上行線（宇都宮方向）
  - 停車場
    - 小型車：30台
    - 大型車：10台
    - 傷殘士人車位：1台

  - 廁所
    - 男士 大型 3、小型10
    - 女士 10
    - 輪椅人士專用 1

  - 小吃販賣（9:00-18:00）
  - 購物中心（9:00-18:00）
  - 自動售賣機
- 下行線（日光方向）
  - 停車場
    - 小型車：30台
    - 大型車：10台
    - 傷殘士人車位：1台

  - 廁所
    - 男士 大型 3、小型10
    - 女士 10
    - 輪椅人士專用 1

  - 小吃販賣（8:00-17:00）
  - 購物中心（8:00-17:00）
  - 自動售賣機

## 鄰近設施
日光宇都宮道路
(3)今市IC - 日光口停车区 - (4)日光IC/TB

## 相關項目
- 日本服務區與休息區一覽

## 外部連結
- 日光市
- 栃木縣道路公社 （页面存档备份，存于）
  - 日光口休息區 （页面存档备份，存于）
- 鈴運Mentec商店